# Bindabasini
Bindabasini (nep. बिन्दवासनी) – gaun wikas samiti w środkowej części Nepalu w strefie Narajani w dystrykcie Parsa. Według nepalskiego spisu powszechnego z 2001 roku liczył on 630 gospodarstw domowych i 4416 mieszkańców (2088 kobiet i 2328 mężczyzn).